# Potamochoerus larvatus
Espèce
Statut de conservation UICN

LC   : Préoccupation mineure
Répartition géographique
Le Potamochère du Cap (Potamochoerus larvatus) est l'une des deux espèces de potamochères reconnues. On le trouve dans l'Est et le Sud de l'Afrique.

## Caractéristiques morphologiques
Les potamochères du Cap ont un pelage moins contrasté que celui du Potamochère roux, avec lequel ils étaient naguère confondus. Leur poil est plus rêche, d'une couleur allant de brun roux à gris, voire presque noir. Leur caractéristique la plus frappante est leur crinière claire. Les poils de leurs oreilles sont moins saillants que chez le Potamochère roux. Mâles et femelles portent des défenses. Ces canines protubérantes se développent sur les mâchoires supérieure et inférieure, et convergent l'une vers l'autre. Les mâles présentent en outre une excroissance de l'os nasal sous les orbites oculaires .
Les potamochères du Cap ont un périmètre de tête de 1 m à 1,50 m, une hauteur au garrot de 55 à 80 cm et un poids compris entre 55 et 120 kg.

## Répartition et milieu naturel
Quoique moins connus que les phacochères, les potamochères sont de loin l'espèce porcine la plus répandue d'Afrique. Leur aire de répartition s'étend de l'Éthiopie à l'Afrique du Sud. Ils fréquentent des habitats très variés : forêts sèches ou humides, zones marécageuses ou savane. Seules quelques régions torrides leur sont interdites, comme la zone du Sahel et la zone semi-désertique du Sud-ouest du continent, qui s'étend du Karoo au bassin du Kalahari. Ces animaux ne craignent plus guère l'Homme, dont ils fréquentent les champs et parfois même les dépotoirs. Leur habitat privilégié est encore la savane de hautes herbes et les taillis épais, qui les mettent à l'abri des prédateurs.
On trouve des potamochères sauvages jusqu'à Madagascar et Mayotte. On pense qu'ils y ont été ramenés par l'Homme il y a des siècles ; mais selon une autre théorie, ils auraient bien pu parvenir jusqu'à ces îles en dérivant sur des grosses branches.

## Mode de vie
Les potamochères sont des animaux essentiellement nocturnes et ne sont actifs aux heures encore tièdes du jour, que dans certaines régions. Ils dorment dans une litière qu'ils se font eux-mêmes, ou dans les fourrés épais. Ils vivent en groupe (ordinairement de quatre à dix individus), avec un mâle dominant en règle générale. Ce sont des animaux territoriaux : ils délimitent leur territoire, qui peut recouvrir entre 4 et 10 km2, par des secrétions ou des éraflures qu'ils exécutent avec leurs défenses sur le tronc des arbres. Lorsque deux groupes se font face, il s'ensuit généralement des grognements menaçants qui vont rarement plus loin. On trouve aussi des groupes de juvéniles, voire des individus isolés.
Leur principal prédateur est le léopard : son extinction, dans différentes parties d'Afrique, s'est accompagnée de la prolifération de potamochères. Ils sont parfois attaqués par des lions, des hyènes ou des lycaons. Ils courent généralement assez vite, sont également bons nageurs ; acculés, ils savent se défendre avec la dernière énergie.

## Alimentation
Ils se nourrissent le plus souvent de fruits et baies, fouaillent aussi la terre à la recherche de tubercules et de racines comestibles. Animaux omnivores, ils consomment aussi parfois des lézards, des insectes, des œufs d'oiseaux et de petits vertébrés. Dans les zones maraîchères, ils dévorent les cultures.

## Reproduction
Les portées sont de deux à six individus. Ils viennent au monde quatre mois après la conception, dans une litière aménagée par le groupe. Quelques jours après leur naissance, les juvéniles sont aptes à marcher et courir : ils suivent leur mère et sont sevrés au bout de deux à quatre mois. La maturité sexuelle survient au bout d'un an et demi à trois ans.

## Les potamochères et l’Homme
Du fait de leur cadre de vie spécifique (la savane), il a fallu des décennies avant que l'on dispose de données fiables sur leur comportement en milieu naturel. Les premières descriptions zoologique du Potamochère du Cap remontent à 1648 et sont l’œuvre de Georg Markgraf, dans son livre sur l'« Histoire naturelle du Brésil » : sans doute quelques individus avaient-ils été embarqués vers l'Amérique latine avec les bateaux négriers.
Divers indices montrent que ces dernières années, leur effectif n'a cessé d'augmenter ce qui n'est sans doute pas étranger à la disparition de grands prédateurs comme les panthères. Comme les potamochères n'hésitent pas à s'introduire dans les plantations et à les dévorer, ils constituent pour les populations d'Afrique de l'Est un véritable fléau. Ils sont chassés pour leur chair.
Dans plusieurs régions d'Afrique, mais plus particulièrement à Madagascar, les potamochères sont en élevage et sont source de viande. Il n'est toutefois pas possible de les domestiquer véritablement, car ils cessent de se reproduire en captivité.

## Systématique
On ne distinguait pas autrefois les Potamochères du Cap des Potamochère roux. Leurs différences physiologiques (les potamochère roux sont plus repérables) et la spécificité de leurs habitats (les potamochère roux vivent en Afrique occidentale et centrale) ont conduit à les distinguer. Les deux espèces forment le genre des Potamochère (Potamochoerus).